# Aphidoidea
Afidi su mali insekti koji sišu biljni sok. Oni su članovi nadfamilije Aphidoidea. Njihova uobičajena imena uključuju zelene bube i crne bube, iako se jedinke unutar vrste mogu široko razlikovati po boji. U ovu grupu spadaju paperjaste bele vunaste listne uši. Tipičan životni ciklus obuhvata neleteće ženke koje rađaju ženske lutke bez učešća mužjaka. Ženke brzo sazrevaju, i veoma brzo se razmnožavaju tako da se broj ovih insekata brzo uvećava. Krilate ženke mogu se razviti kasnije tokom sezone, što omogućava insektima da koloniziraju nove biljake. U umerenim regionima se faza seksualne reprodukcije javlja ujesen, pri čemu insekti često prezimljuju kao jaja.
Životni ciklus nekih vrsta uključuje alternaciju između dve vrste biljaka domaćina, na primer između godišnjeg useva i drvenaste biljke. Neke se vrste hrane samo jednom vrstom biljaka, dok su druge generalisti, koji kolonizuju mnoge biljne grupe. Opisano je oko 5000 vrsta listne uši, sve od kojih su obuhvaćene familijom Aphididae. Oko 400 njih se nalazi na usevima hrane i vlakana, a mnoge su ozbiljne štetočine u poljoprivredi i šumarstvu, kao i smetnja za baštovane. Takozvani muzeći mravi imaju mutualistički odnos sa listnim ušima, njegujući ih radi njihove sekrecije i štiteći ih od grabežljivaca.
Afidi spadaju među najrazornije insektne štetočine na kultiviranim biljkama u umerenim regionima. Osim što oslabljuju biljke isisavanjem soka, oni deluju kao vektori biljnih virusa i unakažavaju ukrasne biljke naslagama medljične sekrecije i posledičnim rastom čađavih plesni. Zbog svoje sposobnosti da se brzo umnožavaju aseksualnom reprodukcijom, oni su sa ekološkog stanovišta izuzetno uspešna grupa organizama.

## Distribucija
Afidi su rasprostranjeni širom sveta, ali su najčešći u umerenim zonama. Za razliku od mnogih taksona, raznolikost vrsta afida je u tropima mnogo manja nego u umerenim zonama. Oni mogu da migriraju na velike udaljenosti, uglavnom putem pasivnog širenja vetrom. Krilate lisne uši takođe se mogu podignuti tokom dana, i do 600 m tamo gde ih prevoze jaki vetrovi. Na primer, smatra se da se afid ribizle-salate, Nasonovia ribisnigri, proširio sa Novog Zelanda na Tasmaniju oko 2004. godine tokom istočnih vetrova. Afidi su takođe šire ljudskim prevozom zaraženih biljnih materija, te su neke vrste gotovo kosmopolitske u pogledu njihove distribucije.

## Evolucija

### Fosilna istorija
Afidi, i blisko srodni adelgidi i filokserani, verovatno su se razvili iz zajedničkog pretka, pre oko 280 miliona godina, u ranom permskom periodu. Verovatno su se hranili biljkama poput Cordaitales ili Cycadophyta. Sa svojim mekim telima afidi se dobro ne fosiliziraju, te je najstariji poznati fosil je vrste Triassoaphis cubitus iz trijasa. Međutim, oni se ponekad zaglave u biljnim eksudatima koji se okvršćavaju u jantar. Godine 1967, kada je profesor Ole Heje napisao svoju monografiju Studije o fosilnim afidima, opisano je oko šezdeset vrsta iz perioda trijasa, jure, krede i uglavnom tercijarnih perioda, a baltički ćilibar je pridoneo još četrdeset vrsta. Ukupan broj vrsta bio je mali, ali je znatno porastao pojavom skrivenosemenica pre 160 miliona godina, jer je to omogućilo da se listne uši specijaliziraju. Specifikacije lisnih uši su išle ruku pod ruku sa diverzifikacijom cvetajućih biljaka. Najranije listne uši su verovatno bile polifagne, dok su se monofagne razvile kasnije. Pretpostavlja se da su preci Adelgidae živeli na četinarima, dok su se preci Aphididae hranili sokom Podocarpaceae ili Araucariaceae koji su preživeli izumiranja u kasnoj kredi. Organi poput kornika nisu se pojavili sve do perioda krede. Jedna studija alternativno sugeriše da su listne uši možda živele na kori angiosperma i da hranjenje lišćem može biti izvedena osobina. Lachninae imaju duge usne delove koji su pogodni za život na kori i bilo je predloženo da se srednjekredni predak hranio na kori angiospermnih stabala, prelazeći na lišće četinarskih domaćina u kasnoj kredi. Moguće je da je Phylloxeridae najstarija porodica koja i dalje postoji, ali njihovi fosilni zapisi su ograničeni na donjemiocenski Palaeophylloxera.

### Taksonomija
Reklasifikacija sa kraja 20. veka unutar Hemiptera redukovala je stari takson „Homoptera” na dva podreda: Sternorrhyncha (listne uši, belokrilke, štitaste vaši, psilidi, itd) i Auchenorrhyncha (cicade, Cicadellidae, Membracidae, Fulgoromorpha itd) sa podredom Heteroptera koji sadrži veliku grupu insekata poznatih kao prave bube. Infrared Aphidomorpha unutar Sternorrhyncha varira u odnosu na opisivanje nekoliko fosilnih grupa koje su posebno teške za klasifikovanje, ali uključuju Adelgoidea, Aphidoidea i Phylloxeroidea. Neki autori koriste nadporodicu Aphidoidea, unutar koje su takođe uključene Phylloxeridae i Adelgidae, dok druge imaju Aphidoidea sa sestrinskom nadporodicom Phylloxeroidea unutar koje su smeštene Adelgidae i Phylloxeridae. Reklasifikacije iz ranog 21. veka su značajno preuredile porodice unutar Aphidoidea: neke stare porodice su svedene na podporodice (npr. Eriosomatidae), a mnoge stare podporodice su podignute na porodični nivo. Najnovije autoritativne klasifikacije imaju tri superfamilije Adelgoidea, Phylloxeroidea i Aphidoidea. Aphidoidea uključuje jednu veliku porodicu Aphididae sa oko 5000 postojećih vrsta.

### Filogenija

#### Spoljna
Afidi, adelgidi, i filokseridi su veoma blisko srodni, i svi su unutar podreda Sternorrhyncha, insekata koji sišu biljni sok. Oni su smešteni u nadporodicu insekata  ili u nadporodicu Phylloxeroidea koja sadrži porodicu Adelgidae i porodicu Phylloxeridae. Poput lisnih uši, filoksere se hrane korenom, lišćem i izdancima groždanih biljaka, ali za razliku od listnih uši ne stvaraju medljične kapi ili izlučevina iz kornikla. Phylloxera (Daktulosphaira vitifoliae) su insekti koji su prouzrokovali veliku francusku vinsku medljiku koja je opustošila evropsko vinogradarstvo u 19. veku. Slično tome, adelgidi ili vunaste četinarske listne uši, takođe se hrane biljnim floemom i ponekad se opisuju kao listne uši, ali je ispravnije da se klasifikuju kao insekti nalik na listne uši.

## Napomene
1. ↑  The term "black fly" is also used for the Simuliidae, among them the vector of river blindness.